# Ede
Ede là một đô thị và thị xã ở miền trung Hà Lan.

## Các trung tâm dân cư
Bennekom, De Klomp, Deelen, Ede, Ederveen, Harskamp, Hoenderloo, Lunteren, Otterlo (Kröller-Müller Museum) and Wekerom.